# Larva (serie animata)
Larva è una serie animata sudcoreana realizzata da TUBA Entertainment. Conta 286 episodi, composti da mini-sketch in CGI, divisi in quattro stagioni e trasmessi dal 26 marzo 2011 al 1º marzo 2019. 

## Trama
Red e Yellow sono due larve che vivono insieme numerose avventure.